# Gottschalk I. von Lohn
Gottschalk I. von Lohn (* um 1065, † nach 1107) war ein Graf in der Herrschaft Lohn, deren Gebiet sich bis zu ihrem Untergang im Jahre 1316 über das Westmünsterland und Teile der Region Achterhoek in der Provinz Gelderland erstreckte.

## Leben
Gottschalk I. von Lohn war der Sohn des Gerhard I. von Lohn aus dem Geschlecht der Edelherren von Lohn und dessen Gemahlin Irmgard.
Von 1096 bis 1099 nahm er am Ersten Kreuzzug teil. Gottschalk war mit einer Frau verheiratet, deren Herkunft nicht überliefert ist.
Die Ehe brachte vier Söhne: Gerhard trat seine Nachfolge in Lohn an. Gottschalk von Versnevelde (1092–1152) lebte auf Gut Versnefelde (heute Varsseveld). Alard von Wesenthorst (* um 1095) war auf Gut Wesenthorst ansässig und Winnemar van Didam (* 1100) hatte in Didam sein Zuhause. Die Namensverschiedenheit unter den Geschwistern liegt darin begründet, dass sie den Namen führten, auf dessen Eigentum sie lebten.